# KARAOKE-人生紙一重-
『KARAOKE-人生紙一重-』（からおけ-じんせいかみひとえ-）は、2005年5月14日に公開された日本映画。押尾学映画初主演作。

## あらすじ
世にカラオケを生み出した男、井上大佑。世界共通語「KARAOKE」誕生には七転び八起きの人生があった！井上大佑の半生と、カラオケが誕生するまでを描く青春サクセスストーリー。

## キャスト
- 押尾学 - 井上大佑
- 吉岡美穂 - 村岡（井上）洋子
- 宇崎竜童 - 井上栄二
- 室井滋 - 井上秋子
- 山田麻衣子 - 牧のりこ
- 貫地谷しほり - 井上祥子
- ベンガル - 坂本
- 梅津栄 - ホームレス
- 高部知子 - 獣医
- 宮本真希 - スナックのママ
- 関口まい - ドン兵衛の声
- 梓陽子 - 遠藤良江
- 俊藤光利 - 牧孝彦
- 桐谷健太 - ハワイアン・バンドのメンバー
- 中山弟吾朗 - ハワイアン・バンドのメンバー
- 中倉健太郎 - ハワイアン・バンドのメンバー
- 小沢仁志 - 佐倉繁典
- 千昌夫（特別出演） - 千本木昌夫
- 星野仙一（特別出演） - ナレーション
- 間寛平 - ニースのウェイター
- 高田純次 - 遠藤仁吉
- 蟹江敬三 - 村岡忠雄

## スタッフ
- 監督 - 辻裕之
- 製作 - 北側雅司
- 企画 - 北側司
- 原作 - 大下英治『カラオケを創った男-人生紙一重-』
- プロデューサー - 鹿糠雅博、佐藤敏宏
- キャスティングプロデューサー - 内藤三郎
- 音楽 - 遠藤浩二
- 脚本 - 石川雅也、伊藤秀裕、佐藤敏宏
- 撮影 - 小松原茂
- VE - 谷川克巳
- 照明 - 白石成一
- 美術 - 山崎輝、大庭勇人
- 録音 - 西岡正巳
- 編集 - 金子尚樹
- 助監督 - 佃謙介
- 制作担当 - 斎藤健志
- 製作会社 - GP・GATE、グランプリ
- 配給 - エクセレントフィルム、リベロ

## 主題歌
- LIV「光陰」（ユニバーサルミュージック）